# Прендергаст-Смит, Джон, 1-й виконт Горт
Джон Прендергаст-Смит, 1-й виконт Горт (англ. John Prendergast-Smyth, 1st Viscount Gort; 1742 — 23 мая 1817) — ирландский политик.

## Биография
Родился в 1742 году. Младший сын политика Чарльза Смита (1693—1784), члена ирландского парламента от Лимерика и Элизабет Прендергаст. Его бабушкой и дедушкой по отцовской линии были Томас Смит, епископ Лимерика, и Доротея Бург (дочь Улисса Бурга). Его бабушкой и дедушкой по материнской линии были сэр Томас Прендергаст, 1-й баронет (1660—1709), который погиб в битве при Мальплаке в 1709 году, и Пенелопа Кадоган, сестра Уильяма Кадогана, 1-го графа Кадогана.
В 1760 году Джон Смит унаследовал имения своего дяди по материнской линии Томаса Прендергаста, 2-го баронета (1702—1760), и взял фамилию Прендергаст вместо Смит. Однако в 1785 году, после смерти своего брата Томаса Смита, члена парламента, он снова взял фамилию Смит в дополнение к Прендергасту.
Лорд Горт был полковником в милиции Лимерика и заседал в качестве члена Ирландской палаты общин от графства Карлоу (1776—1783) и города Лимерик (1785—1798). Он носил должности камергера Лимерика и губернатора графства Голуэй (1812—1817).
15 мая 1810 года для него был создан титул барона Килтартона из Горта в графстве Голуэй (Пэрство Ирландии). 16 января 1816 году Джон Прендергаст-Смит получил титул виконта Горта в графстве Голуэй (Пэрство Ирландии). Оба титулы были созданы с правом наследования для его племянника Чарльза Верекера (1768—1842), сына его сестры Джулианы от брака с Томасом Верекером (1737—1801).